# Notker Labeo
Notker Labeo (ur. ok. 950 w Thurgau, zm. 28 czerwca 1022 w Saint Gall) – niemiecki benedyktyn, tłumacz, pierwszy komentator dzieł Arystotelesa, astronom, filolog, poeta, filozof, muzykolog i teolog.

## Życiorys
Pochodził z zamożnej rodziny rycerskiej Thurgau, a jego bratankiem był znany benedyktyński poeta – Ekkehard. Rodzina oddała go na naukę do opactwa Saint Gall, w którym poznał sztuki wyzwolone i gorliwie się edukował. Po zakończeniu nauki wstąpił do zakonu i sam zaczął nauczać. Już wtedy zasłynął wśród uczniów swoimi umiejętnościami z różnych dziedzin nauki (m.in. astronomii, filologii, teologii i filozofii). Z czasem został kierownikiem benedyktyńskiej szkoły w Saint Gall z nominacji ówczesnego opata Burckhard II. O działalności Notkera dowiadujemy się z jego korespondencji z bp Hugonem z Sitten oraz z tekstów ucznia benedyktyna – Ekkehard IV.
Największą sławę Notkerowi Labeo przyniosły jednak tłumaczenia dzieł klasycznych na język niemiecki. Z tych tłumaczeń zachowało się tylko pięć tłumaczeń: Boecjusza De consolatione philosophiae, Martianusa Capella De nuptiis Philologiae et Mercurii, Arystotelesa De categoriis, tegoż De interpretatione oraz Psałterz. Zaginęły tłumaczenia m.in. Wergiliusza, Terencjusza oraz Księgi Hioba (nad której tłumaczeniem pracował ponad pięć lat).  Wśród przekładów  na szczególną uwagę zasługuje przekład psalmów, lktórego tekst obejmuje ponad 500 stron rękopisu.
Poza tym był autorem kilku krótkich dzieł na temat retoryki łacińskiej, muzyki niemieckiej i Arystotelesa.
Jego najznamienitszymi uczniami byli: wspomniany już kronikarz Ekkehard IV, biskup Konstancji Salomo III oraz biograf Fridolina z Säckingen Batherus.
Necrologium St.Galli zanotowało jego śmierć 28 czerwca 1022 roku.